# Palazzo Petrone
Il Palazzo Petrone è un edificio storico di Napoli, situato in via Pignasecca.
Su questo palazzo non si possiede una grande mole di informazioni, nonostante il suo indubbio pregio storico-architettonico; tuttavia è facilmente ipotizzabile che venne costruito nel XVI secolo, in quanto è già presente nella veduta Lafrery del 1566. Appartengono probabilmente all'originaria costruzione cinquecentesca l'arco tondo in piperno sulla via Pignasecca e la scala aperta dalle tre arcate per piano e a pianta rettangolare sporgente sul cortile a sinistra. Successivamente (forse nel '600) venne aggiunta sul portale una seconda fascia a conci di pietra e marmo alternati. Nel pieno del XVIII secolo il marchese Luigi Petrone (probabilmente dopo averlo acquistato) ne ordinò un rinnovamento (che secondo Gaetano Nobile fu realizzato dal Gioffredo), al quale dovrebbe risalire l'arco in piperno a bugne larghe distanziate e sovrapposte che introduce dall'androne al cortile. Attraverso un documento di pagamento del 1750 sappiamo che il sopracitato marchese commissionò cicli di affreschi negli appartamenti nobiliari ai pittori Crescenzo Gamba e Lorenzo Zecchetella (pagine 4971-4972).
Il palazzo era ancora abitato da tale famiglia negli anni precedenti all'Unità d'Italia, come testimoniato dall'Almanacco Reale del Regno delle Due Sicilie del 1857.
Oggi è adibito ad abitazioni private. I prospetti esterni e la scala sono stati soggetti a restauro in anni recenti, mentre l'androne (sulla cui volta è affrescato uno stemma che rischia di scomparire) e il cortile ancora attendono di esserlo.

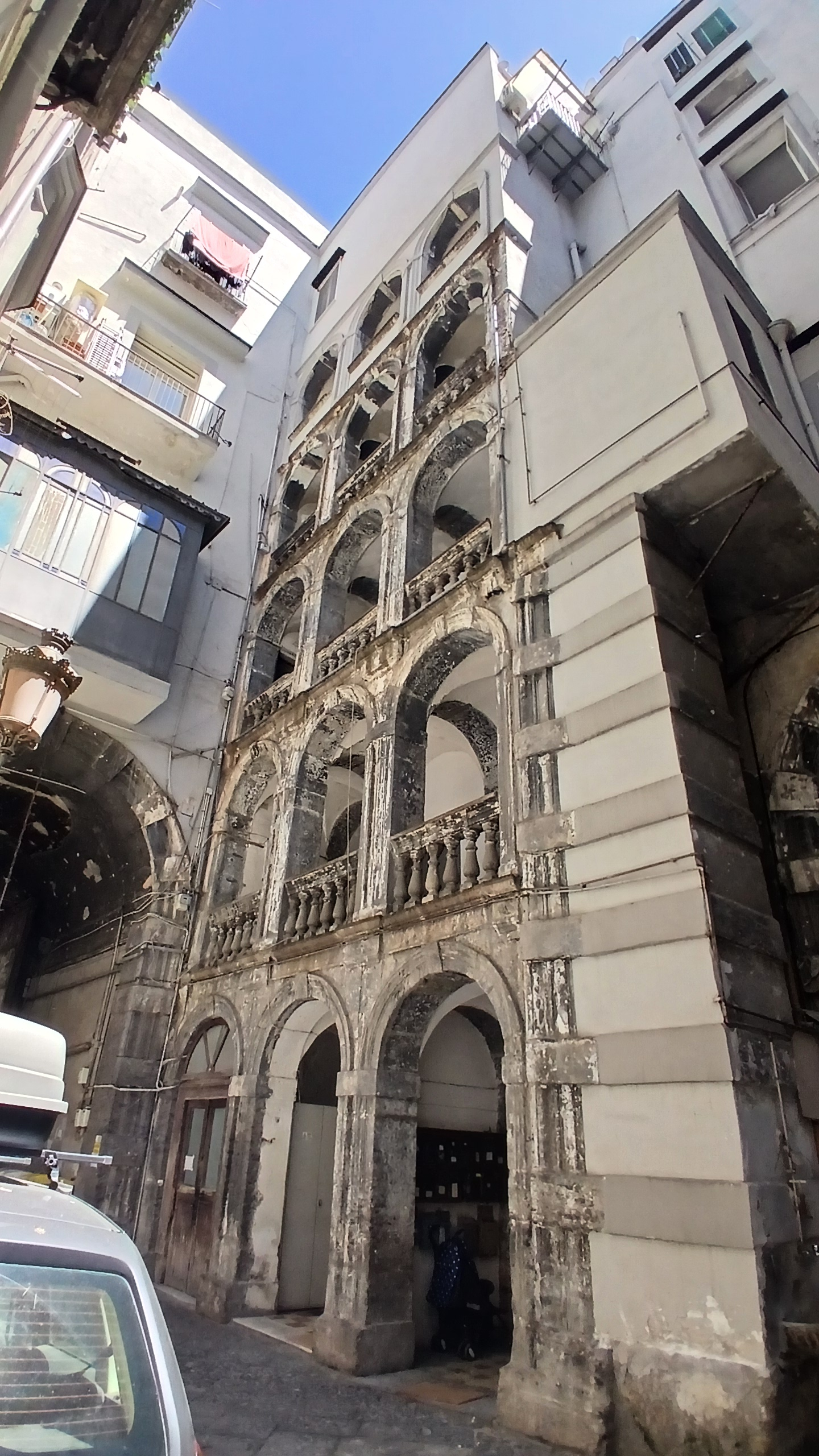
La scala